# スーパーJにいがた
『スーパーJにいがた』（スーパージェイにいがた）は、2012年4月2日から新潟テレビ21（UX）で平日夕方に放送されている報道番組である。
前番組『全力LIVE』と同様に、テレビ朝日発『スーパーJチャンネル』を内包する2時間の夕方ワイド番組。番組は、『スーパーJチャンネル』をネットした後に新潟県内のローカルニュースを伝える。

## 放送時間
いずれも日本標準時。2018年4月2日からは18:52以降が番組表上で別番組扱いになっており、『スーパーJにいがた プラスi』というタイトルが付けられている。
- 月曜 - 金曜 16:53 - 19:00（2012年4月2日 - 2015年3月27日）
- 月曜 - 金曜 16:50 - 19:00（2015年3月30日 - 2018年3月30日）
- 月曜 - 金曜 16:50 - 18:52（2018年4月2日 - 2020年3月27日）
- 月曜 - 金曜 16:40 - 18:52（2020年3月30日 - 2021年10月1日）
- 月曜 - 金曜 16:45 - 18:52（2021年10月4日 - 2023年9月29日）
- 月曜 - 金曜 16:48 - 18:52（2023年10月2日 - ）

新潟テレビ21公式サイトに掲載されている番組表やEPGでは16:48 - 17:50を「第1部」・17:50 - 18:15を「第2部」・18:15 - 18:52を「第3部」とそれぞれ分割表記している（前者では第3部のところをクリック・タップすると当番組の番組情報ページへリンクされるが、第1・2部のところをクリック・タップするとテレビ朝日の『スーパーJチャンネル』番組ホームページへリンクされるようになっている）。

## 出演者
（）内に肩書が記されていない者は、全員新潟テレビ21のアナウンサー（後に離職した人物も含む）。番組スタート時からのメンバーは、2012年4月当時の新潟テレビ21公式サイトからの参考。
キャスター
2025年8月現在
- 岡拓哉（2019年4月 - ）
- 髙橋泉（2025年4月 - ）

お天気コーナー 担当キャスター
- 田中里穂（気象予報士、2022年4月 - ）

## コーナー
お天気コーナー　田中里穂のソラりぽ
コーナーのタイトルは気象予報士の名前を用いた名称となっている。
スポーツガッツリート
Jリーグ アルビレックス新潟、新潟アルビレックスBB、オイシックス新潟アルビレックス・ベースボール・クラブ、アルビレックス新潟レディースをはじめ、県勢に関係する春の甲子園センバツ、夏の甲子園選手権、オリンピック等の出場選手の活躍をリポートする。
またアルビレックス新潟の監督や選手、県勢のオリンピック選手らをスタジオに迎えインタビューする場合もある。
キャスターはメインMCの二人や大石悠貴、大角怜司アナが担当する場合もある。
スポーツガッツリート スタジオゲスト
新潟医療福祉大学所属 水沼尚輝選手（2024年9月2日）
アルビレックス新潟 樹森大介新監督（2025年1月10日）

### シリーズ特集
この町で～愛される老舗～
県内の老舗店舗を紹介する月一企画。UX新潟テレビ21 新潟ニュース公式Youtubeチャンネルではアーカイブが公開されている。
Niigata-Startup
県内のベンチャー企業を取り上げるシリーズ企画。
ANN系列 中部地方5局共同企画シリーズ
新潟（UX）、岐阜・愛知・三重（メ〜テレ）、静岡（SATV）、長野（abn）、石川（HAB）の各局持ち回りでテーマ毎のご当地観光を紹介する企画。
- ご当地ローカル列車特集

特徴あるローカル列車を紹介する企画。
シリーズ① 新潟はトキ鉄の「雪月花」がリポートされた。(2024年8月20日)
シリーズ② 岐阜・三重は養老鉄道の「冷酒列車」がリポートされた。(2024年8月21日)
シリーズ③ 静岡は伊豆箱根鉄道の「いずっぱこ」ぶらり旅がリポートされた。(2024年8月22日)
シリーズ④ 長野はしなの鉄道の「ろくもん」がリポートされた。(2024年8月23日)
シリーズ⑤ 石川はのと鉄道がリポートされた。(2024年8月28日)
- 一度は訪れたい温泉街特集

シリーズ① 新潟は長岡市蓬平温泉が紹介された
シリーズ③ 石川は和倉温泉が紹介された
シリーズ④ 長野は戸倉上山田温泉が紹介された

### スポット特集
18トリソミーの子供たち。

## タイムテーブル
2025年8月現在　細かい時間は日によって異なる
- 18時15分　　番組スタート　県内のニュース

- 18時25分頃　特集

- 18時35分頃　お天気コーナー「ソラりぽ」

- 18時40分頃　再び県内のニュース

- 18時45分頃　県内の明日の気象情報　2025年4月からこの時間に「UX 新潟 最新情報」と題しL字で、その日1日の県内のニュースを伝えている

- 18時47分頃　ニュース・明日の予告

- 18時49分頃　番組終了

## 終了したコーナー
- お天気みとこ（2019年4月〜2022年3月）
  - 気象予報士 田中美都の名前を冠したお天気コーナー。田中の番組卒業に伴い終了。機能は、先辻󠄀のソラりぽに引き継がれている。

## 過去の出演者
- 小山裕久（2012年4月 - 2019年3月[18]）
- 宮里伸哉（2012年4月 - ）
- 冨高由喜（2012年4月 - 2012年7月[19]）
- 内山知子（2012年4月 - ）
- 大島直子（2012年4月 - ）
- 高橋美穂（2012年4月 - 2013年6月[20]）
- 道岡桃子（2012年4月 - 2014年3月）
- 五十嵐利恵（2013年7月[21] - 2017年3月）
- 玉木佑貴子（2014年4月 - ）
- 山崎薫子（2014年4月[22] - ）
- 阿部真澄（2017年4月 - 2020年3月[23]）
- 田中美都（気象予報士、2019年4月 - 2022年4月）
- 石橋里紗（2020年3月 - 2021年12月）
- 小池れいあ（2022年1月 - 2023年9月）
- 富山詠美（2023年10月−2025年3月）